# Convention
Convention - stacja linii nr 12 metra  w Paryżu. Stacja znajduje się w 15. dzielnicy Paryża. Została otwarta 5 listopada 1910.